# Anthomyia gagatea
Anthomyia gagatea är en tvåvingeart som beskrevs av Robineau-desvoidy 1830. Anthomyia gagatea ingår i släktet Anthomyia och familjen blomsterflugor.
Artens utbredningsområde är Frankrike. Inga underarter finns listade i Catalogue of Life.